# Pat Conacher
Patrick John "Pat" Conacher, född 1 maj 1959, är en kanadensisk ishockeytränare och före detta professionell ishockeyforward som tillbringade 13 säsonger i den nordamerikanska ishockeyligan National Hockey League (NHL), där han spelade för ishockeyorganisationerna New York Rangers, Edmonton Oilers, New Jersey Devils, Los Angeles Kings, Calgary Flames och New York Islanders. Han producerade 139 poäng (63 mål och 76 assists) samt drog på sig 235 utvisningsminuter på 521 grundspelsmatcher. Han spelade också på lägre nivåer för New Haven Nighthawks, Springfield Indians, Moncton Alpines och Utica Devils i American Hockey League (AHL), Tulsa Oilers i Central Hockey League (CHL) och Billings Bighorns och Saskatoon Blades i Western Hockey League (WHL).
Han draftades i fjärde rundan i 1979 års draft av New York Rangers som 76:e spelare totalt.
Conacher vann en Stanley Cup med Edmonton Oilers för säsongen 1983–1984.
Efter sin aktiva spelarkarriär blev han kvar inom ishockeyn och arbetat för Kelowna Rockets (assisterande tränare 1999–2000), Phoenix Coyotes (assisterande tränare 2000–2004), Utah Grizzlies (tränare 2004–2005), San Antonio Rampage (tränare 2005–2006), Toronto Maple Leafs (talangscout 2007–2009), Chilliwack Bruins (assisterande general manager och assisterande tränare 2010–2011) och Regina Pats (Tränare 2011–2013). 2013 blev han utsedd till chef för ishockeyverksamheten och general manager för Utica Comets i AHL medan sommaren 2017 lämnade han över sin general manager-roll till Ryan Johnson.

## Statistik
| Källa: Utv = Utvisningsminuter | Källa: Utv = Utvisningsminuter | Källa: Utv = Utvisningsminuter |             | Grundserie  | Grundserie  | Grundserie  | Grundserie  | Grundserie  |             | Slutspel    | Slutspel    | Slutspel    | Slutspel    | Slutspel |
| Säsong                         | Lag                            | Liga                           | Matcher     | Mål         | Assist      | Poäng       | Utv         | Matcher     | Mål         | Assist      | Poäng       | Utv         |             |          |
| ------------------------------ | ------------------------------ | ------------------------------ | ----------- | ----------- | ----------- | ----------- | ----------- | ----------- | ----------- | ----------- | ----------- | ----------- | ----------- | -------- |
| 1976–1977                      | Battleford Barons              | SJHL                           | 57          | 22          | 35          | 57          | 65          | —           | —           | —           | —           | —           |             |          |
| 1977–1978                      | Billings Bighorns              | WCHL                           | 72          | 31          | 44          | 75          | 105         | 20          | 15          | 14          | 29          | 22          |             |          |
| 1978–1979                      | Billings Bighorns              | WHL                            | 39          | 25          | 37          | 62          | 50          | —           | —           | —           | —           | —           |             |          |
|                                | Saskatoon Blades               | WHL                            | 33          | 15          | 32          | 47          | 37          | 11          | 1           | 7           | 8           | 4           |             |          |
| 1979–1980                      | New York Rangers               | NHL                            | 17          | 0           | 5           | 5           | 4           | 3           | 0           | 1           | 1           | 2           |             |          |
|                                | New Haven Nighthawks           | AHL                            | 53          | 11          | 14          | 25          | 43          | 7           | 1           | 1           | 2           | 4           |             |          |
| 1980–1981                      | Spelade ej.                    | Spelade ej.                    | Spelade ej. | Spelade ej. | Spelade ej. | Spelade ej. | Spelade ej. | Spelade ej. | Spelade ej. | Spelade ej. | Spelade ej. | Spelade ej. | Spelade ej. |          |
| 1981–1982                      | Springfield Indians            | AHL                            | 77          | 23          | 22          | 45          | 38          | —           | —           | —           | —           | —           |             |          |
| 1982–1983                      | New York Rangers               | NHL                            | 5           | 0           | 1           | 1           | 4           | 1           | 0           | 0           | 0           | 0           |             |          |
|                                | Tulsa Oilers                   | CHL                            | 63          | 29          | 28          | 57          | 44          | —           | —           | —           | —           | —           |             |          |
| 1983–1984                      | Edmonton Oilers                | NHL                            | 45          | 2           | 8           | 10          | 31          | 3           | 1           | 0           | 1           | 2           |             |          |
|                                | Moncton Alpines                | AHL                            | 28          | 7           | 16          | 23          | 30          | —           | —           | —           | —           | —           |             |          |
| 1984–1985                      | Nova Scotia Oilers             | AHL                            | 68          | 20          | 45          | 65          | 44          | 6           | 3           | 2           | 5           | 0           |             |          |
| 1985–1986                      | New Jersey Devils              | NHL                            | 2           | 0           | 2           | 2           | 2           | —           | —           | —           | —           | —           |             |          |
|                                | Maine Mariners                 | AHL                            | 69          | 15          | 30          | 45          | 83          | 5           | 1           | 1           | 2           | 11          |             |          |
| 1986–1987                      | Maine Mariners                 | AHL                            | 56          | 12          | 14          | 26          | 47          | —           | —           | —           | —           | —           |             |          |
| 1987–1988                      | New Jersey Devils              | NHL                            | 24          | 2           | 5           | 7           | 12          | 17          | 2           | 2           | 4           | 14          |             |          |
|                                | Utica Devils                   | AHL                            | 47          | 14          | 33          | 47          | 32          | —           | —           | —           | —           | —           |             |          |
| 1988–1989                      | New Jersey Devils              | NHL                            | 55          | 7           | 5           | 12          | 14          | —           | —           | —           | —           | —           |             |          |
| 1989–1990                      | New Jersey Devils              | NHL                            | 19          | 3           | 3           | 6           | 4           | 5           | 1           | 0           | 1           | 10          |             |          |
|                                | Utica Devils                   | AHL                            | 57          | 13          | 36          | 49          | 53          | —           | —           | —           | —           | —           |             |          |
| 1990–1991                      | New Jersey Devils              | NHL                            | 49          | 5           | 11          | 16          | 27          | 7           | 0           | 2           | 2           | 2           |             |          |
|                                | Utica Devils                   | AHL                            | 4           | 0           | 1           | 1           | 6           | —           | —           | —           | —           | —           |             |          |
| 1991–1992                      | New Jersey Devils              | NHL                            | 44          | 7           | 3           | 10          | 16          | 7           | 1           | 1           | 2           | 4           |             |          |
| 1992–1993                      | Los Angeles Kings              | NHL                            | 81          | 9           | 8           | 17          | 20          | 24          | 6           | 4           | 10          | 6           |             |          |
| 1993–1994                      | Los Angeles Kings              | NHL                            | 77          | 15          | 13          | 28          | 71          | —           | —           | —           | —           | —           |             |          |
| 1994–1995                      | Los Angeles Kings              | NHL                            | 48          | 7           | 9           | 16          | 12          | —           | —           | —           | —           | —           |             |          |
| 1995–1996                      | Los Angeles Kings              | NHL                            | 35          | 5           | 2           | 7           | 18          | —           | —           | —           | —           | —           |             |          |
|                                | Calgary Flames                 | NHL                            | 7           | 0           | 0           | 0           | 0           | —           | —           | —           | —           | —           |             |          |
|                                | New York Islanders             | NHL                            | 13          | 1           | 1           | 2           | 0           | —           | —           | —           | —           | —           |             |          |
| 1996–1997                      | Spelade ej.                    | Spelade ej.                    | Spelade ej. | Spelade ej. | Spelade ej. | Spelade ej. | Spelade ej. | Spelade ej. | Spelade ej. | Spelade ej. | Spelade ej. | Spelade ej. | Spelade ej. |          |
| 1997–1998                      | Kanada                         |                                | 34          | 1           | 12          | 13          | 63          | —           | —           | —           | —           | —           |             |          |
| NHL totalt                     | NHL totalt                     | NHL totalt                     | 521         | 63          | 76          | 139         | 235         | 67          | 11          | 10          | 21          | 40          |             |          |
| AHL totalt                     | AHL totalt                     | AHL totalt                     | 459         | 115         | 211         | 326         | 376         | 18          | 5           | 4           | 9           | 15          |             |          |
| WCHL/WHL totalt                | WCHL/WHL totalt                | WCHL/WHL totalt                | 144         | 71          | 113         | 184         | 192         | 31          | 16          | 21          | 37          | 26          |             |          |